# Anwar al-Awlaki

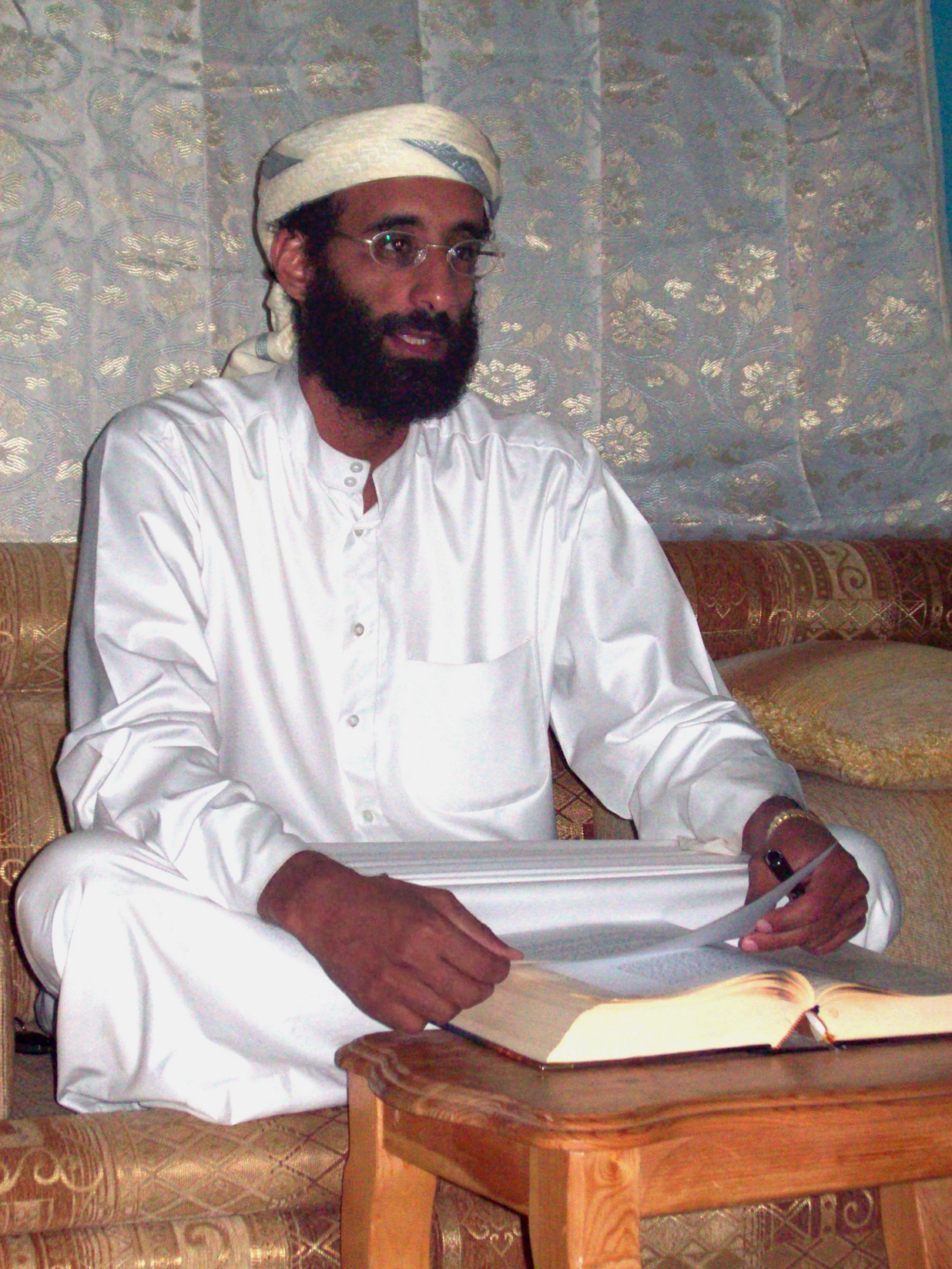
Anwar al-Awlaki im Oktober 2008

Anwar al-Awlaki (auch Aulaqi geschrieben; arabisch أنور العولقي, DMG Anwar al-ʿAwlaqī; geboren 22. April 1971 in Las Cruces, New Mexico, USA; gestorben 30. September 2011 im Jemen) war ein US-amerikanischer/jemenitischer Dschihadist und Terrorhelfer. Er war in die Vorbereitung der Anschläge vom 11. September 2001 involviert und rief wiederholt zur Tötung von dem Islamismus missliebigen Personen auf, was zumindest in einem Fall erfolgreich war. Er wurde bei einem US-Militäreinsatz im Jemen mittels einer Drohne gezielt getötet.

## Leben und Aktivitäten
Anwar Al-Awlaki wurde als Sohn wohlhabender jemenitischer Einwanderer in Las Cruces im US-amerikanischen Bundesstaat New Mexico geboren. 1978, als er sieben Jahre alt war, kehrte seine Familie wieder in den Jemen zurück. In der Heimat seiner Eltern lebte er über 11 Jahre lang und besuchte dort auch die Schule, bevor er in die USA zurückkehrte. An der Colorado State University begann er 1991 ein Studium zum Bauingenieur, das er 1994 mit dem Bachelor abschloss. Im selben Jahr heiratete er eine Cousine aus dem Jemen und begann als Teilzeit-Prediger in Denver zu arbeiten. Von 1996 bis 2000 war er Imam einer Moschee im kalifornischen San Diego. Bereits im Jahr 1999 wurde er vom FBI aufgrund potenzieller Kontakte zur Hamas beobachtet; es wurden aber nicht genügend Beweise für rechtliche Schritte gefunden. Im Jahr 2000 machte Al-Awlaki eine Weltreise und kehrte im Januar 2001 zurück. Er nahm eine Stelle als Prediger in einer Moschee in Falls Church nahe Washington an.
Von 2002 bis 2004 hielt sich Al-Awlaki in Großbritannien auf, wo er durch teilweise radikale Predigten auf sich aufmerksam machte. Anfang 2004 kehrte er schließlich in den Jemen zurück und ließ sich mit seiner Frau und seinen fünf Kindern in der Region Schabwa nieder. Von 2006 bis 2007 saß er dort in Haft, vermutlich auf Druck der Vereinigten Staaten, was zu seiner Radikalisierung beitrug.
Im März 2010 rief Anwar al-Awlaki zum Dschihad („Heiligen Krieg“) gegen die USA auf. „Nach der fortgesetzten Aggression gegen Muslime“ sei er dazu verpflichtet, sagte er. Den in den USA lebenden Muslimen warf er Opportunismus vor.
Er forderte im Mai 2010 alle Muslime in den US-Streitkräften dazu auf, Kameraden zu töten, die auf dem Weg in den Irak oder nach Afghanistan seien. Als Vorbild nannte er den amerikanischen Offizier Nidal Malik Hasan, der 13 Angehörige der US-Armee bei dem Amoklauf in Fort Hood erschossen hatte.
Im Juni 2010 gab er eine Fatwa zur Tötung von Molly Norris und anderen Cartoonisten heraus, unter anderem wegen der Beteiligung an Everybody Draw Mohammed Day. Auf Anraten des FBI tauchte Molly Norris daraufhin unter.
Wegen seiner Aufrufe zum Töten von Ausländern im Jemen wurde er am 17. Januar 2011 in Abwesenheit zu zehn Jahren Haft verurteilt. Anlass war der Prozess gegen einen jemenitischen Sicherheitsmann, der wegen der Ermordung eines französischen Mitarbeiters eines Energieunternehmens zum Tode verurteilt worden war. Diesen Sicherheitsmann hatte Anwar al-Awlaki in monatelanger Korrespondenz ermutigt, Ausländer zu töten. Vorgeworfen wurde ihm außerdem, einer „bewaffneten Bande“ anzugehören. Ein Verwandter von ihm, Othman al Aulaqi, wurde wegen derselben Anklagepunkte zu acht Jahren Haft verurteilt.
Der britische UKW-Sender Imam FM sendete 2017 25 Stunden Vorträge von al-Awlaki. Geplant war während des gesamten Ramadan für ein bis zwei Stunden am Tag seine Vorträge auszustrahlen. Es habe sich um ein Versehen gehandelt, man könne aber nicht garantieren, dass es sich nicht wiederhole, gab der Sender an. Die Aufsichtsbehörde Ofcom zog daraufhin die Sendelizenz von Imam FM dauerhaft ein.
Mit einem eigenen Blog und eigener Facebook-Seite galt er als „Bin Laden des Internets“. Berichten zufolge sollte er im Jahr 2009 innerhalb al-Qaidas in den Rang eines regionalen Befehlshabers aufgestiegen sein; allerdings weniger auf operativer, sondern eher auf inspirierender Ebene.

## Fahndung und gezielte Tötung
Nachdem – laut einem 2013 vom FBI freigegebenen Dokument – Anwar Al-Awlaki drei Flugtickets für Personen gekauft hatte, die zu den Terroristen des 11. September 2001 zählten, wurde er als erster US-Bürger seit 2001 auf eine CIA-Liste der meistgesuchten Extremisten gesetzt, die zur Festnahme oder Tötung ausgeschrieben wurden. Dies wurde im April 2010 bekannt. In der Presse wurde die Freigabe zur gezielten Tötung eines US-Bürgers als „beispielloser Vorgang“ bezeichnet. Am 5. Mai 2011 scheiterte ein Versuch, ihn im Norden Jemens mit einer Drohne der US Air Force umzubringen.
Anwar al-Awlakis Vater Nasser al-Awlaki, ehemaliger Landwirtschaftsminister des Jemen, versuchte mit jemenitischen und US-amerikanischen Rechtsanwälten zu erreichen, dass ein Bundesgericht in den USA die gezielte Tötung seines Sohnes verbietet, da sie illegal sei und der Verfassung der USA widerspreche. Anwar stehe ein fairer Prozess zu.
Ende September 2011 wurde Anwar al-Awlaki mit einem weiteren US-Bürger und islamistischen Extremisten, Samir Khan, und zwei weiteren Personen bei einem Drohnenangriff mit Hellfire-Raketen im Jemen getötet. Anwar al-Awlaki stand auf einer „Todesliste“, die ein geheimer Unterausschuss des Nationalen Sicherheitsrates erstellt hatte.
Der Angriff wurde vom Justizminister Eric Holder in einem geheimen Memorandum autorisiert. Das Memorandum wurde 2014 veröffentlicht.
Al-Awlakis Aufenthaltsort verriet ein Kurier, der mit dem Doppelagenten Morten Storm des dänischen Geheimdienstes Politiets Efterretningstjeneste in Kontakt stand.
Al-Awlakis 16-jähriger Sohn Abdulrahman al-Awlaki, ebenfalls US-Staatsbürger, starb zwei Wochen später, am 14. Oktober 2011, bei einem weiteren Drohnenangriff im Jemen. US-Behördenvertreter gaben an, er sei Opfer des Angriffs geworden, weil er sich in Gesellschaft der Zielperson, eines Al-Qaida-Führers, befand. Der US-amerikanische Journalist Jeremy Scahill erhob massive Vorwürfe gegen die Obama-Regierung im Zusammenhang mit der Drohnen-Tötung dieses 16-jährigen Jugendlichen, die er als schweres Verbrechen bezeichnete.
Am 29. Januar 2017 erschossen SEALs des Team 6 des Joint Special Operations Command die acht Jahre alte Tochter al-Awlakis, Nawar (auch „Nora“) im Bergdorf Jakla in dem Gouvernement al-Baidā'. Auch sie war amerikanische Staatsbürgerin. Die Militäraktion war der erste geheime Kommandoeinsatz, den US-Präsident Trump befahl, und die dritte derartige US-Bodenoperation im Jemen. Das US-Verteidigungsministerium räumte ein, dass bei dem Einsatz „beinahe alles schiefgegangen“ sei. 14 Kämpfer und viele Zivilisten seien getötet worden, ebenso ein amerikanischer Soldat. Der Großvater des Mädchens, Nasser al-Awlaki, sagte dem US-Sender NBC News, es habe 59 Tote gegeben. Informanten aus dem Militär berichteten, es starben mindestens 15 Frauen und Kinder. Der Angriff richtete sich gegen Häuser, eine Schule, eine Moschee und eine medizinische Einrichtung, die auch von mutmaßlichen AQAP-Kämpfern genutzt wurden. Das Dorf Jakla wurde weitgehend zerstört. Das Mädchen war durch eine Kugel am Hals schwer verletzt worden und innerhalb von zwei Stunden in seinem Haus verblutet. Bei dem Angriff wurde auch al-Awlakis Schwager getötet. Karen Joy Greenberg, Direktorin des Center on National Security der Fordham University, sagte, der Tod des Mädchens sei ein Geschenk für alle Al-Qaida-Propagandisten: „Die Wahrnehmung wird sein, dass es nicht ausreicht, al-Awlaki zu töten – dass die USA die ganze Familie töten mussten“.